# Cucuruzu, Giurgiu
Cucuruzu este un sat în comuna Răsuceni din județul Giurgiu, Muntenia, România.
Satul se află în Câmpia Găvanu-Burdea, în vestul județului, pe un afluent îndiguit al Câlniștei. Prima atestare documentară datează din secolele al XVI-lea (1575) și al XVII-lea (1621), moșia principală având o istorie bogată, care include printre proprietari pe importantul om politic Ion Ghica, unul dintre ctitorii României moderne. În cartea sa Scrisori către V. Alecsandri, Ion Ghica spune „M-am dus mai întâi la o moșie Cucuruzu, ce aveam în Vlașca, și d-acolo ca în plimbare am fost la Giurgiu, unde am tras în gazdă la prefectul județului”.
Pe actuala vatră a acestui sat a existat și satul medieval Porumbeni (atestat la 1560), situat pe valea cu același nume. La sfârșitul secolului al XIX-lea populația comunei Cucuruzu se apropia de 1800 locuitori. La 1864, 220 de familii fuseseră împroprietărite cu 850 ha, proprietarului moșiei rămânându-i 1200 ha.

## Monumente istorice
În sat se află următoarele obiective clasificate ca monumente istorice de interes local la nivelul județului:
- Biserica Sf. Împărați Constantin și Elena (1830), cod LMI: GR-II-m-B-14976
- Școala veche (1880), cod LMI: GR-II-m-B-14977

## Istorie
- Războiul de independență: în arhivele MAI precum și in cartea lui Mihai Pelin, "Căderea Plevnei"[5] se menționează un soldat pe nume Dinu Radu decedat in 1878[6].
- Răscoala din 1907: Țăranii din localitate au participat activ la răscoală.
- Primul Război Mondial: Mulți fii ai satului au căzut la datorie pe front.
- Perioada interbelică: Cucuruzu este impactat de reforma agrară din 1921. Pe raza comunei, de asemenea, ar fi existat un cuib legionar.
- Al Doilea Război Mondial: Foarte multi cucuruzeni au căzut le datorie la Cotul Donului și în Cehoslovacia.
- Perioada comunistă: Localnicii din Cucuruzu au căzut victime colectivizării forțate. Împotriva voinței lor, le-au fost confiscate animalele, suprafețele și produsele agricole.
- Revoluția din Decembrie 1989: Câțiva fii ai satului au căzut victime, vărsându-și sângele pentru libertate.

## Turism și agrement
În apropiere de sat există bălți de pescuit: Săpături 1, Săpături 2. și Chiriceanca.